# Захочу и соскочу: Супергерои
«Захочу и соскочу: Супергерои» (итал. Smetto quando voglio: Ad honorem) — кинофильм режиссёра Сиднея Сибилия, вышедший на экраны в 2017 году. Окончание кинотрилогии, начатой лентами «Захочу и соскочу» и «Захочу и соскочу: Мастеркласс».

## Сюжет
Пьетро Дзинни, ожидающий суда в тюрьме, не может никого убедить в том, что стране грозит теракт с применением нервно-паралитического газа, который был синтезирован конкурирующей бандой учёных-наркоторговцев. Он понимает, что единственный способ решить проблему — выбраться из тюрьмы и самому отыскать организатора теракта. Для этого Пьетро не обойтись без помощи своих товарищей. С помощью адвоката он добивается перевода друзей в свою тюрьму, где они начинают активно готовить побег. После разговора с подругой Пьетро догадывается, что теракт состоится в Римском университете, где на торжественную церемонию должны собраться руководители науки и образования. Времени остаётся совсем немного...

## В ролях
- Эдоардо Лео — Пьетро Дзинни
- Валерио Апреа[итал.] — Маттиа Арджери
- Паоло Калабрези — Артуро Франтини
- Либеро де Риенцо — Бартоломео Бонелли
- Стефано Фрези — Альберто Петрелли
- Лоренцо Лавиа — Джорджо Сирони
- Пьетро Сермонти — Андреа де Санктис
- Марко Бонини — Джулио Болле
- Розарио Лисма — Витторио
- Джампаоло Морелли — Лучо Наполи
- Пеппе Барра — Анджело Сета
- Луиджи Ло Кашо — Вальтер Меркурио
- Грета Скарано — инспектор Паола Колетти
- Валерия Соларино — Джулия, девушка Пьетро
- Франческо Акуароли[англ.] — комиссар Галатро
- Нери Маркоре — Мурена

## Награды и номинации
- 2017 — премия «Серебряная лента» в категории Persol (Эдоардо Лео), а также три номинации: лучшая комедия (Сидней Сибилия), лучший актёр второго плана (Стефано Фрези), лучшая операторская работа (Владан Радович).
- 2018 — номинация на премию «Давид ди Донателло» за лучшую работу продюсера (Доменико Прокаччи, Маттео Ровере).